# تريد (مناخة)
تريد هي إحدى قرى عزلة مسار بمديرية مناخة التابعة لمحافظة صنعاء، بلغ تعداد سكانها 413 نسمة حسب تعداد اليمن لعام 2004.